# Steve Dweck
Sidney Stevan „Steve“ Dweck (* 28. Dezember 1926 in Brooklyn; † um September 2024) war ein US-amerikanischer Psychologe, der zunächst als Musiker (Pauke, Schlagzeug, Perkussion) tätig war.

## Leben und Wirken
Dweck wuchs in Brooklyn auf, wo er seinen Highschoolabschluss absolvierte. Nachdem er Musik studiert hatte, arbeitete er als Perkussionist und spielte bereits als Teenager in mehreren Broadway-Shows, wie Hello Dolly, Kismet, 1491, Music Man und Pajama Game, später auch in Fiddler on the Roof. Dort lernte er seine Frau kennen, die Schauspielerin Grace Lee Whitney, eine Broadway-Sängerin und Tänzerin. Mit ihr zog er nach Hollywood und tourte mit vielen Stars der Musikindustrie, darunter Debbie Reynolds, Ann-Margret und Eleanor Powell.
Als freiberuflicher Schlagzeuger und Perkussionist arbeitete Dweck ab 1955 für Filmsoundtracks, darunter Top Banana, Double Trouble, The Swinger, Made in Paris, 36 Stunden, Unsinkable Molly Brown, des Weiteren mit Künstlern wie Bob Hope, Lucille Ball, Perry Como, Fred Astaire, Carol Burnett, Spike Jones & The City Slickers, Perry Mason, Liberace, Freddy Martin, Don Costa, Jack Jones, auch als musikalischer Leiter verschiedener Künstler, wie Debbie Reynolds, Carol Channing, Joel Gray, Liza Minnelli und Jane Russell. 1962 und 1968 entstanden Aufnahmen mit Stan Kentons Melophoneum Band, zu hören als Paukist auf den beiden LPs Adventures in Time: A Concerto for Orchestra und One Night Stand with Stan Kenton's Melophoneum Band at the Sunnybrook.
1966 schrieb sich Dweck für ein Doktorandenprogramm in Psychologie ein, das an der California State University, Northridge begann und schließlich 1977 an der University of Southern California mit Summa cum laude abschloss. Er war klinischer Psychologe mit Erfahrung in der psychiatrischen Pflegebranche. Dweck, der dann (bis zuletzt) als klinischer Psychologe tätig war, wurde auf dem United Hebrew Cemetery in Staten Island beigesetzt.
In der Brooklyn Public Library wurde ihm zu Ehren das S. Stevan Dweck Center for Contemporary Culture eingerichtet, ein Auditorium für Lesungen, Filmvorführungen und Konzerte.